# Dystopia (Computerspiel)
Dystopia (englisch für Dystopie) ist eine Total-Conversion-Mod des First-Person-Shooters Half-Life 2.

## Spielprinzip
Dystopia ist eine klassenbasierte, Kartenziel-orientierte Mehrspieler-Mod und handelt von einer dunklen, futuristischen Welt im Stile des Cyberpunks, in der zwei Fraktionen um die Vorherrschaft kämpfen. Auf der einen Seite stehen die Guerilla-artigen „Punk Mercenaries“, auf der anderen Seite die Werksschutz-ähnlichen „Corporate Security Forces“. Die Vertreter der jeweiligen Fraktion müssen auf einer Karte (Map) verschiedene Ziele erfüllen. Der Schwerpunkt liegt hierbei auf Gebietsgewinn und der Zerstörung oder Aktivierung von bestimmten Objekten der Spielwelt. Die Spieler können aus einer Reihe Implantate wählen, die eine Vielzahl von Strategien ermöglichen. Ein markantes Feature ist dabei der Cyberspace, der eine zweite, virtuelle Welt parallel zur normalen Spielewelt aufspannt.
Dystopia ist auf Teamplay ausgelegt. Ein Match läuft so lange, bis eine der Fraktionen alle ihre Kartenziele erreicht hat, oder die Rundenzeit abgelaufen ist. Getötete Spieler dürfen während eines laufenden Matches nach einer Wartefrist, die abhängig von der gewählten Klasse des Spielers ist, immer wieder ins Spiel einsteigen. Wird, während bereits getötete Spieler auf ihren Wiedereintritt warten, ein weiteres Teammitglied getötet, so verlängert sich die Wartezeit aller Wartenden des jeweiligen Teams um die Wartezeit des eben getöteten Spielers. Dies hat den Effekt, dass alle getöteten Spieler eines Teams zur gleichen Zeit wieder in das Spiel eintreten, und soll ein gemeinsames Vorgehen des Teams als Gruppe unterstützen.

## Rezeption

### Auszeichnungen
- Planet Half-Life's Mod of the Week[4][5]
- Independent Games Festival: HL2 Mod of the Year[6]
- Mod DB: Action Mod of the Year[7]
- Mod DB: Mod of the Month[8]